# مقاطعة فورسيث (جورجيا)
مقاطعة فورسيث (بالإنجليزية: Forsyth County)‏ هي إحدى المقاطعات في ولاية جورجيا في الولايات المتحدة الأمريكية.